# Veliki dodekahemiikozaeder
| Veliki dodekahemiikozaeder                                         | Veliki dodekahemiikozaeder                             |
| ------------------------------------------------------------------ | ------------------------------------------------------ |
|                                                                    |                                                        |
| Vrsta                                                              | uniformni zvezdni polieder                             |
| Elementi                                                           | F = 44, E = 120, V =60 ({\displaystyle \chi \,} = -16) |
| Stranske ploskve po stranicah                                      | 20{3}+12{5}+12{10/3}                                   |
| Wythoffovi simboli                                                 | 3 5 \|5/3 5/4 3/2\| 5/3                                |
| Simetrijska grupa                                                  | Ih, [5,3], *532                                        |
| Bowerjeva okrajšava                                                | Gidditdid                                              |
| Sklici                                                             | U42, C54, W81                                          |
| veliki ditrigonalni dodekakronski heksekontaeder (dualni polieder) | (3.10/3.5.10/3) slika oglišč                           |

Veliki dodekahemiikozaeder je uniformni zvezdni polieder, ki ima oznako (indeks) U65. Njegova slika oglišč je križni štirikotnik. Spada med hemipoliedre z desetimi šestkotnimi stranskimi ploskvami, ki potekajo skozi središče modela. 

## Sorodni poliedri
Njegova konveksna ogrinjača je ikozidodekaeder. Ima enako  razvrstitev robov kot dodekadodekaeder, ki ima skupne petkotne stranske ploskve, ter mali dodekahemiikozaeder, ki pa ima skupne šestkotne stranske ploskve.  
| dodekaeder                 | mali dodekahemiikozaeder              |
| veliki dodekahemiikozaeder | ikozidodekaeder (konveksna ogrinjača) |